# Piggies
Piggies är en låt av The Beatles från 1968.

## Låten och inspelningen
George Harrison fick hjälp av både John Lennon och sin mor Louise att färdigställa denna råa satir över kapitalismen (en orwellskt inspirerad text om fattiga och rika grisar), en låt som fick nästan lika mycket ovälkommen uppmärksamhet som Helter Skelter i och med att Charles Manson tog George Harrison uppmaning om att ge de rika grisarna ”a damn good whacking” lite väl bokstavligt. 
Många kritiker menade att George Harrison borde ha tänkt sig för då han spelade in låten (19–20 september, 10 oktober 1968) under en politiskt infekterad tid. Det lätta stråkarrangemanget tillsammans med Harrisons beska text har en avsedd ironisk verkan. 
Under inspelningen hade George Harrison på cembalo slagit emellan med Something varvid George Martins assistent Chris Thomas frågat om man inte borde spela in den istället. Låten kom med på LP:n The Beatles, som utgavs i Storbritannien och USA 22 november respektive 25 november 1968.